# Hellyeah
A Hellyeah amerikai groove metal zenekar, amely 2006-ban alakult Dallasban. Eddig hat stúdióalbumot adtak ki. Két Mudvayne tag is szerepel benne: Chad Gray énekes és Greg Tribbett gitáros. Leghíresebb számuk a Moth. Első nagylemezük a kilencedik helyet szerezte meg a Billboard 200-as listán.
Az együttes gyökerei 2000-re nyúlnak vissza, amikor a Nothingface gitárosa, Tom Maxwell barátságot kötött a Mudvayne énekesével, Chad Gray-jel, és egy supergroup ötletéről beszélgettek. Ezt követően a két együttes továbbra is fontolgatta a supergroup megalapításának ötletét, de mindig elvetődött az ötlet, szervezési problémák miatt. Ez idő közben Gray és Maxwell már öt együttesnevet kitaláltak.
A zenekar 2021-ben szünetet tart, főleg azért, mert Gray a Mudvayne-nel van elfoglalva.

## Tagok
- Chad Gray – ének (2006–2021)[5]
- Tom Maxwell – ritmusgitár (2006–2021)[6]
- Christian Brady – gitár, vokál(2014–2021)[7]
- Kyle Sanders – basszusgitár, vokál(2014–2021)[8]
- Roy Mayorga – dob (2019–2021)
- Jerry Montano – basszusgitár, vokál(2006–2007)[9]
- Greg Tribbett – gitár, vokál (2006–2014)[10]
- Bob Zilla – basszusgitár, vokál(2007–2014)[11]
- Vinnie Paul – dob (2006–2018; 2018-ban elhunyt)[12]
- Kevin Churko – basszusgitár (2014)[13]

## Diszkográfia
- Hellyeah (2007)
- Stampede (2010)
- Band of Brothers (2012)
- Blood for Blood (2014)
- Unden!able (2016)
- Welcome Home (2019)